# Fakkelgras
Fakkelgras (Koeleria) is een geslacht uit de grassenfamilie (Poaceae). De soorten van dit geslacht komen voor in Europa, Afrika, Oost-Azië, Siberië en Nieuw-Zeeland. Het geslacht werd genoemd naar de Duitse botanicus Georg Ludwig Koeler.

## Soorten (selectie)
Van het geslacht zijn onder andere de volgende soorten bekend: 
- Koeleria albescens (duinfakkelgras)
- Koeleria asiatica
- Koeleria caudata
- Koeleria glauca
- Koeleria grandis
- Koeleria macrantha (smal fakkelgras)
- Koeleria pyramidata (breed fakkelgras)
- Koeleria vallesiana